# 198 km (obwód moskiewski)
198 km, także 199 km (ros. 198 км, 199 км) – przystanek kolejowy w miejscowości Klin, w rejonie odincowskim, w obwodzie moskiewskim, w Rosji. Położony jest na Wielkim Pierścieniu Kolei Moskiewskiej.